# Pterospermum reticulatum
Pterospermum reticulatum é uma espécie de angiospérmica da família Sterculiaceae.
Apenas pode ser encontrada no seguinte país: Índia.
Está ameaçada por perda de habitat.